# Wilhelm Fuhrmann (Mathematiker)

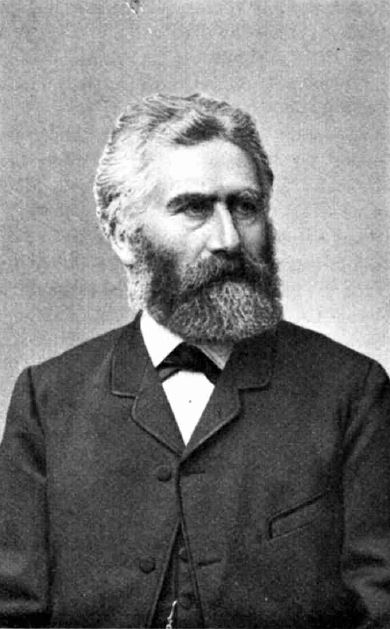
Porträt in L. Saalschütz, Zur Erinnerung an Wilhelm Fuhrmann

Wilhelm Ferdinand Fuhrmann (* 28. Februar 1833 in Burg bei Magdeburg; † 11. Juni 1904 in Königsberg) war ein deutscher Mathematiker und Geometer. Nach ihm wurde der Fuhrmannsche Kreis benannt.

## Leben
Wilhelm Fuhrmann wurde 1833 in Burg bei Magdeburg geboren. Nach dem Tod seines Vaters 1842 heiratete die Mutter einen Militärarzt. Mit dessen Versetzung nach Insterburg gelangte Wilhelm Fuhrmann in jungen Jahren nach Ostpreußen. Er verließ die Schule ohne Abschluss und heuerte zunächst als Schiffsjunge an. Nach einer kurzen Zeit zur See, kehrte er nach Insterburg zurück.
Am Altstädtischen Gymnasium zu Königsberg i. Pr. holte er im Herbst 1853 das Abiturientenexamen nach. Im Anschluss studierte er an der Albertus-Universität Königsberg Mathematik, Physik und Geographie. Bereits am Gymnasium war seine ungewöhnlich große mathematische Begabung aufgefallen. Dieses Talent bestätigte ein Kommilitone am mathematischen und physikalischen Seminar. In seinem Nachruf im Jahresbericht der Deutschen Mathematiker-Vereinigung (1905) schrieb L. Saalschütz, Wilhelm Fuhrmann sei „entschieden der begabteste und tüchtigste Teilnehmer“ gewesen. Seine finanziellen Verhältnisse hätte es ihm aber nicht erlaubt, eine Universitätslaufbahn einzuschlagen.
Im Dezember 1860 legte Wilhelm Fuhrmann die Staatsprüfung ab, nachdem er im April 1860 bereits am Realgymnasium (ab 1902 Königliche Oberrealschule) auf der Burg zu Königsberg i. Pr. angestellt war. Im Oktober 1861 heiratete er Minna Reuter, eine Tochter des ehemaligen Stadtgerichtspräsidenten in Königsberg, Friedrich Ehregott Reuter. Mit ihr hatte er drei Söhne (Viktor, Felix, Oskar) und eine Tochter. Im Dezember 1887 wurde er zum Professor ernannt. Im August 1894 erhielt er den Roten Adlerorden IV. Klasse. Wilhelm Fuhrmann unterrichtete 44 Jahre bis zu seinem Tod an der Burgschule zu Königsberg. Er starb mit 71 Jahren am 11. Juni 1904.

## Wirken

Fuhrmann-Kreis mit Fuhrmann-Dreieck (rot)

Neben seiner Haupttätigkeit als Lehrer veröffentlichte er zwischen den Jahren 1864 und 1904 elf Programmabhandlungen für den Unterricht aus dem Bereich der elementaren Mathematik.
1. Transformationen der Theta-Funktionen (1864)
2. Einige Untersuchungen über die Abhängigkeit geometrischer Gebilde (1869)
3. Einige Anmerkungen der projektiven Eigenschaften der Figuren (1875)
4. Aufgaben über Kegelschnitte (1879)
5. Aufgaben aus der niederen Analysis (1886)
6. Der Brocardsche Winkel (1889)
7. Sätze und Aufgaben aus der sphärischen Trigonometrie (1894)
8. Beiträge zur Transformation algebraisch-trigonometrischer Figuren Teil 1 (1898)
9. Beiträge zur Transformation algebraisch-trigonometrischer Figuren Teil 2 (1899)
10. Kollineare und orthologische Dreiecke (1902)
11. Aufgaben aus der analytischen Geometrie (1904, post mortem)

Seine Arbeiten knüpfen an seine schulische Tätigkeit an, weisen aber deutlich darüber hinaus. Fuhrmanns wissenschaftliches Interesse und sein Verdienst liegen auf dem Gebiet der synthetischen Geometrie. Ihr widmete er sein 1890 erschienenes Hauptwerk: Synthetische Beweise planimetrischer Sätze. Besonders interessant war für ihn die Dreiecksgeometrie. Sein bedeutendster Satz bezieht sich auf einen Kreis, den Èmile Lemoine und andere nach ihm als Fuhrmannschen Kreis bezeichnen. Diesen Satz erläuterte er 1890 in dem Aufsatz Sur un nouveau cercle associé à un triangle auf Französisch. Eine Übersetzung des Aufsatzes ins Englische sowie eine Auseinandersetzung mit dem Fuhrmannschen Kreis und Dreieck bietet Translation of Fuhrmann’s „Sur un nouveau cercle associé à un triangle“ aus dem Jahr 2011 sowie Le cercle de Fuhrmann und L'orthocentre du triangle de Fuhrmann aus dem Jahr 2006.

## Weitere Schriften (Auswahl)
- Synthetische Beweise planimetrischer Sätze. Berlin: L. Simion, 1890. Heute: Wentworth Press, 2018, ISBN 9780270116830 (Online-Kopie im Internetarchiv)
- Kollineare und orthologische Dreiecke. Königsberg: Hartung, 1902.
- Wegweiser in der Arithmetik, Algebra und niedern Analysis. Leipzig: Teubner, 1886.